# RMS Majestic (1889)
El RMS Majestic fue un transatlántico británico construido en 1889 para la compañía naviera White Star Line. Su historia está estrechamente ligada con la del RMS Titanic, ya que este último fue encargado para reemplazar al Majestic, entonces uno de los barcos más antiguos de la flota operativa de la White Star. Tras el naufragio del Titanic durante su travesía inaugural el 15 de abril de 1912, el Majestic regresó a la flota de la naviera, operando nuevamente en la ruta del Atlántico hasta su retirada del servicio, en 1914.

## Historia
La construcción del Majestic comenzó en 1889, en los astilleros de Harland and Wolff de Belfast (Irlanda del Norte). El barco pasó los siguientes nueve meses en dique seco antes de ser entregado a la White Star Line en marzo de 1890. La White Star había solicitado fondos para su construcción y la de su gemelo, el RMS Teutonic, al gobierno británico, propuesta que fue aceptada con la condición de que la Royal Navy dispusiera de los dos navíos en tiempos de guerra. 
El 2 de abril de 1890, el Majestic realizó su viaje inaugural entre Liverpool y Nueva York. Este primer viaje, realizado en 6 días y 10 horas, fue el motivo por el cual recibió la Banda Azul al barco más rápido en cruzar el océano Atlántico, mérito que mantuvo durante solo 2 semanas, cuando le fue arrebatado por el Teutonic.
En 1895, un nuevo capitán es asignado al Majestic, Edward Smith, quien años más tarde sería capitán del RMS Titanic. Smith sirvió como capitán del Majestic durante casi 9 años. Cuando la segunda guerra bóer comenzó en 1899, Smith y el Majestic fueron llamados para transportar tropas hacia la Colonia del Cabo. Se realizaron dos viajes hacia Sudáfrica, uno en diciembre de 1899 y otro en febrero de 1900, ambos sin incidentes.
Entre 1902 y 1903, el buque pasó por una remodelación, que incluyó nuevas calderas, chimeneas gemelas más altas, y la eliminación de uno de los mástiles. Smith dejó el mando del Majestic en 1904 para asumir el mando del nuevo buque de la White Star Line, el RMS Baltic. En 1905 el Majestic sufrió un incendio, sin embargo el daño fue mínimo. En 1907, las rutas transatlánticas de la White Star Line fueron transferidas de Liverpool a Southampton, y el 29 de junio de ese año, el Majestic zarpó de dicho puerto por primera vez, una vez cambiadas las rutas.
Cuando el RMS Olympic entró en servicio en 1911, el Teutonic fue retirado de la ruta con Nueva York para ser transferido a la Dominion Line. De la misma forma, cuando el RMS Titanic entró en servicio en 1912, el Majestic fue retirado del servicio con la White Star, y designado como buque de reserva. Cuando el Titanic se hundió el 15 de abril, el Majestic volvió a entrar en servicio para cubrir el vacío dejado por el buque naufragado. 
El 17 de octubre de 1913, el Majestic rescató a los supervivientes del velero francés Garonne, que había naufragado. El 14 de enero de 1914, el Majestic hizo su última travesía en el Atlántico Norte, y poco tiempo después, buque fue vendido por 26 700 £ a la empresa Thomas W. Ward Ltd, llegando a Morecambe (Inglaterra) en el mes de mayo para ser desguazado. Antes de que comenzaran los trabajos de desguace, la empresa abrió el buque para la realización de visitas públicas, en las que algunos de los paneles interiores y muebles del Majestic fueron salvados. Según parece, acabaron en las oficinas de la empresa desguazadora.